# 伊東貴之
伊東 貴之（いとう たかゆき、1962年8月 - ）は、日本の東洋学者、中国思想史研究者。専攻は中国近世思想史、日中比較文学･思想。国際日本文化研究センター教授・総合研究大学院大学教授。東京都出身。

## 略歴
- 1981年：芝高等学校卒業
- 1986年：早稲田大学政治経済学部政治学科卒業
- 1987年：「変奏する人生　八木義徳『私のソーニャ』をめぐって」で第3回早稲田文学新人賞受賞
- 1988年：早稲田大学第一文学部哲学科東洋哲学専修卒業
- 1990年:東京大学大学院人文科学研究科中国哲学専攻修士課程修了
- 1993年:東京大学教養学部助手
- 1996年:東京大学大学院総合文化研究科助手
- 同年　「清初期における「秩序」構想とその蹉跌 -呂留良思想再考」で東大文学博士
- 1998年:武蔵大学人文学部助教授
- 2006年:武蔵大学人文学部教授
- 2010年:国際日本文化研究センター教授・総合研究大学院大学教授

## 著作

### 単著
- 『思想としての中国近世』（東京大学出版会、2005年）

### 共著
- 『中国という視座』（溝口雄三、村田雄二郎との共著・平凡社、1995年）

### 編著・共編著
- 『「心身／身心」と環境の哲学―東アジアの伝統思想を媒介に考える―』（汲古書院、2016年）
- 『シリーズ・キーワードで読む中国古典4 治乱のヒストリア―華夷・正統・勢―』（法政大学出版局、2017年）
- 『「明治日本と革命中国」の思想史:近代東アジアにおける「知」とナショナリズムの相互還流』（楊際開との共編著・ミネルヴァ書房、2021年）
- 『東アジアの王権と秩序―思想・宗教・儀礼を中心として―』（汲古書院、2021年）
- 『東アジアにおける哲学の生成と発展―間文化の視点から―』（廖欽彬・河合 一樹・山村奨の共編著・法政大学出版局、2022年）